# Atanasia Pera
Atanasia Pera (gr. Αθανασία Πέρρα; ur. 2 lutego 1983 w Pirgos) – grecka lekkoatletka, specjalizująca się w  trójskoku.

## Osiągnięcia
- srebrny medal mistrzostw Europy juniorów (Grosseto 2001)
- brąz młodzieżowych mistrzostw Europy (Erfurt 2005)
- złoty medal igrzysk śródziemnomorskich (Pescara 2009)
- 2. miejsce podczas superligi drużynowych mistrzostw Europy (Bergen 2010)
- 10. miejsce podczas mistrzostw Europy (Barcelona 2010)
- 7. miejsce w halowych mistrzostwach Europy (Paryż 2011)
- 7. miejsce podczas mistrzostw Europy (Helsinki 2012)
- złoty medal igrzysk śródziemnomorskich (Mersin 2013)
- 12. miejsce podczas mistrzostw świata (Moskwa 2013)

Pérra trzykrotnie reprezentowała Grecję na igrzyskach olimpijskich:
- Ateny 2004 - 33. lokata w eliminacjach i brak awansu do finału
- Pekin 2008 - trzy spalone próby w eliminacjach i brak awansu do finału
- Londyn 2012 - 33. lokata w eliminacjach i brak awansu do finału

## Rekordy życiowe
- trójskok – 14,71 (2012)
- trójskok (hala) – 14,27 (2005)